# Newportia pusilla
Newportia pusilla är en mångfotingart som beskrevs av Pocock 1893. Newportia pusilla ingår i släktet Newportia och familjen Scolopocryptopidae. Inga underarter finns listade i Catalogue of Life.